# Rolwalia simplex
Rolwalia simplex är en insektsart som beskrevs av Thapa 1989. Rolwalia simplex ingår i släktet Rolwalia och familjen dvärgstritar.
Artens utbredningsområde är Nepal. Inga underarter finns listade i Catalogue of Life.